# Girolamo Scotto
Girolamo Scotto, o Hieronymus Scottus (¿?-p.1597), llamado frecuentemente “el Conde italiano” (estatus nobiliario que se ha podido corroborar, otorgado posiblemente por Fernando II de Austria o el emperador Rodolfo II), diplomático, pionero del mentalismo, prestidigitador y mago nacido en Piacenza, en el ducado de Parma, tal como prueba el hecho de que se conserven diversas medallas de bronce (vid. Arthur Bechtold, “Hieronymus Scotus”, Archive fur Medaillen und Plakettenkunde, IV, 1923-1924, pp. 103-119), así como grabados del XVI con la inscripción VERA EFFIGIES ILLUSTRISS COMITIS HIERONIMI SCOTTI PLACENTINI , uno de los cuales se guarda en la Biblioteca Nacional, catalogado por Concha Huidobro en Grabados alemanes de la Biblioteca Nacional (siglos XV-XVI), Madrid, Biblioteca Nacional. Ministerio de Educación y Cultura, 1997, p. 196. 

## Vida
Este magnetizador aventurero en no pocas ocasiones ha sido confundido y cruzado biográficamente con Michael Scotus (1175-1236), célebre matemático, médico, astrólogo, alquimista, filósofo y traductor escocés, que gozó de un notable prestigio como hechicero y mago y de quien pudo tomar el apellido, indicador por antonomasia en la época de lo mágico; así como con el impresor veneciano Girolamo Scotto (1505-1572). 
Dedicó gran parte de su vida a recorrer diversas cortes ofreciendo exhibiciones de sus habilidades mentalistas y mágicas, que le ganaron una gran fama por toda Europa durante la segunda mitad del XVI; así estuvo por veinte años al servicio diplomático de Fernando II de Austria, archiduque de Austria y conde del Tirol, gran amante de las artes y prodigios, y visitó en torno a 1590 la corte imperial de Rodolfo II de Austria en Praga, sobrino del anterior, y la de Isabel I en Londres, o las ciudades de Venecia, donde entró en contacto con el alquimista e impostor Marco Bragadino, Nuremberg, Colonia (sobre 1577, que visitó varias veces), Coburgo (sobre 1592, donde embaucó e indujo al adulterio a Anna de Sajonia, esposa estéril de Johann Casimir, duque de Sachsen-Coburg, e hija de Augusto, duque y elector de Sajonia) y Danzig, lugares todos en los que mostró las maravillosas imágenes de su famoso espejo mágico o sus adivinaciones de sílabas elegiadas al azar en un libro oculto; Zapata, precisamente, nos lo presenta en los Países Bajos gobernados por Alejandro Farnesio entre 1578 y 1592.  
El rastro documental dejado por Scotto es fragmentario y difuso, como el de tantos magos. El primer indicio lo ofrece Giacomo Pignatelli, sin citar fuentes, en sus Novissimae Consultationes Canonicae (1719, p. 314): “Scotus parmensis magus anno salutis 1549, in aula Caroli V, gloriabatur se arte praeditum cognoscendi cogitationes secretissimas”, que constituye la actuación más antigua conocida de mentalismo y que seguramente se dio en la misma ciudad de Piacenza. Mas conviene remarcar aquí la importancia del capítulo que tratamos, el más pronto en recoger por escrito las anécdotas del taumaturgo Girolamo Scotto según nuestros datos y si aceptamos que fue dictado por Zapata en 1593-1594. 
Tras él aparecen otros autores como Thomas Nash, en The Unfortunate Traveller, or The Life of Jack Wilton (London, 1594; ed. Edmund Gosse, Echo Library, 2009, p. 42, donde se afirma que realizó trucos malabares ante la reina Isabel I), el rey James I de Inglaterra y VI de Escocia, en su Daemonologie (1597, lib. I, cap. 6, que le da por vivo en ese mismo año) y el jesuita Antonio Martín del Río, quien en sus Disquisitionum magicarum libri sex (1599 y 1604; ed. Colonia, Peter Henning, 1657, II, XII, 6, p. 173) cita a este Scotus Parmensis entre los que gracias a su arte pudieron mostrar banquetes ficticios: Possunt exhibere convivía, vel phantastica plane, ut arbitror fuisse Aegyptiorum; de quibus apud Origenem Celsus, & Brachmanum apud Philostratum, & Paseti, apud Suidam, & exhibebat superioribus annis Scotus Parmensis, ex cuius epulis saturi, ut sibi visi, convivæ, mox fame vera cruciabantur. 
El mismo Martín del Río ofrece más datos sobre su figura: así que, antes de pasar a los Países Bajos y Alemania, vivió en Francia durante un tiempo, donde tuvo discípulos en las prácticas mágicas, juzgados en París, y que logró ver a la sibila de la caverna de Norcia, quien le entregó un libro sagrado y un demonio familiar encerrado en un anillo, por la virtud de los cuales podría teletransportarse al lugar que deseara aun con viento contrario, según confesión de unos de sus seguidores (II, XXVII, sec. 2, pp. 325-326); también que con sus artes y su espejo mágico hizo enloquecer de amor por Agnes Mansfeld a Gebhard II Truchsess von Waldburg, arzobispo-elector de Colonia, que fue excomulgado por el Papa (II, II, p. 111) y que ofreció unas exhibiciones de adivinación del pensamiento en Maastricht en 1579 (IV, II, 2, p. 587). 
Su eco literario, por supuesto, llegó a España, marcando un hito en el episodio de la cabeza encantada del Quijote, en el que Cervantes nombra a su anónimo creador, presentándolo como “discípulo del famoso Escotillo, del que tantas maravillas se cuentan” (II, 62) [y de nuevo surge la duda: ¿incluiría a Zapata y su Varia historia entre los propagadores de sus invenciones?]. Y, claro, en el marco de las ediciones y anotaciones del Quijote, Pellicer (Madrid, 1797, V, pp. 269, n. I), al anotar la citada aventura aporta una serie de datos sobre Escoto, hombre de notable ingenio aplicado al estudio de las matemáticas y la astrología judiciaria, tenido así por nigromante y encantador. 
Por supuesto, se sirve Pellicer, primer gran lector y anotador de la miscelánea de Zapata, de los materiales presentados por el llerenense en este mismo capítulo, y amplía su reseña ofreciendo una serie de autores que citaron y trataron en mayor o menor medida a Escoto, entre ellos Martín del Río. 
Clemencín, por su parte, en su ed. de la excelencia cervantina (Madrid, 1836, VI, p. 267), aumenta la nómina literaria, entre otros: Suárez de Figueroa, en El pasajero (ed. F. Rodríguez Marín, Madrid, 1913, “Alivio noveno”, p. 298), trata de nuevo de los banquetes fantásticos del “burlador Escoto”, y Lope de Vega incluye a un Escoto –justo detrás del renacentista Girolamo Cardano– entre los hechiceros famosos en La hermosura de Angélica (canto XIX, ed. Marcella Trambaioli, Pamplona, Universidad de Navarra, 2005, p. 649), que Clemencín identifica con el citado Miguel Escoto, pero que bien y mucho mejor pudiera ser el italiano que tratamos. 
A ellos se ha de añadir a Quevedo en su Sueño del infierno o Las zahúrdas de Plutón (ed. José Bergua, Madrid, Sáez, 1958, p. 92), quien vio a través de sus antojos a “Escoto el italiano“ (nótese el intencionado gentilicio) en el infierno “no por hechicero y mágico, sino por mentiroso y embustero”, identificado erróneamente por Bergua (p. 328) y por Alessandro Martinengo en La astrología en la obra de Quevedo: una clave de lectura, Madrid, Alhambra, 1983, p. 37, con el escocés Miguel Escoto y no con nuestro taumaturgo del XVI, tal vez por analogía con la Divina commedia de Dante, que lo sitúa en su Inferno, XX, vv. 115-117. 
Por nuestra parte, señalaremos su presencia en la comedia Carlos Quinto en Francia de Lope de Vega, acto I: “PACHECO: Que Escoto, a fe de quien soy,/ me ha dicho que, en los dos puntos/ que nací, jugaban juntos/ Venus y Marte al rentoy”.
- Datos: Q29863468
- Multimedia: Hieronymus Scottus / Q29863468